# Temporada 2003 del Campeonato de España de Rally
La temporada 2003 fue la edición 47.ª del Campeonato de España de Rally. Comenzó el 22 de marzo en el Rally Mediterráneo y terminó el 2 de noviembre en el Rally Costa del Sol. El ganador fue Miguel Ángel Fuster a bordo de un Citroën Saxo Kit Car copilotado por José Vicente Medina.

## Calendario
| N.º | Fecha                   | Rally                                    | Series | Resultados |
| --- | ----------------------- | ---------------------------------------- | ------ | ---------- |
| 1   | 22-23 de marzo          | 13.er Rallye Mediterráneo                |        | Resultados |
| 2   | 11-12 de abril          | 27.º Rally de Canarias - El Corte Inglés | ERC    | Resultados |
| 3   | 10-11 de mayo           | 25.º Rally Santander Cantabria           |        | Resultados |
| 4   | 31 de mayo - 1 de junio | 39.º Rallye Rías Baixas Redcom           |        | Resultados |
| 5   | 21-22 de junio          | 36.º Rally de Ourense                    |        | Resultados |
| 6   | 5-6 de julio            | 27.º Rallye de Avilés                    |        | Resultados |
| 7   | 13-14 de septiembre     | 40.º Rallye Príncipe de Asturias         |        | Resultados |
| 8   | 4-5 de octubre          | 31.er Rallye RAC Vasco Navarro           |        | Resultados |
| 9   | 1-2 de noviembre        | 7.º Rally Costa del Sol                  |        | Resultados |

## Equipos

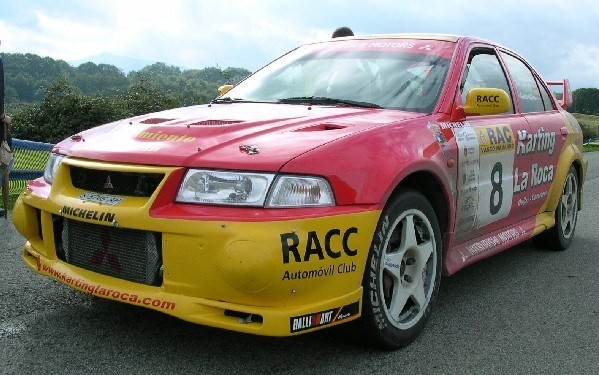
Dani Sordo logró en 2003 su primera victoria en el campeonato de España. Fue además campeón de la categoría júnior. En la imagen durante el rally Vasco Navarro con el Mitsubishi Lancer Evo VI.

| Equipo                   | Coche                     | Piloto               | Copiloto              | Rondas            |
| Equipos oficiales        | Equipos oficiales         | Equipos oficiales    | Equipos oficiales     | Equipos oficiales |
| ------------------------ | ------------------------- | -------------------- | --------------------- | ----------------- |
| Renault Sport España     | Renault Clio S1600        | Jesús Puras          | Ezequiel Nazábal      | 1-7, 9            |
| Renault Sport España     | Renault Clio S1600        | Alberto Hevia        | Alberto Iglesias Pin  | 1, 3-9            |
| Peugeot Sport España     | Peugeot 206 S1600         | Enrique García Ojeda | Luis Raquel Fernández | 1-9               |
| Peugeot Sport España     | Peugeot 206 S1600         | Joan Vinyes          | Xavier Lorza          | 1-9               |
| Mitsubishi Motors España | Mitsubishi Lancer Evo VII | Xavi Pons            | Jordi Mercader        | 1-3, 6            |
| Mitsubishi Motors España | Mitsubishi Lancer Evo VII | Xavi Pons            | Oriol Juliá           | 7-9               |
| Mitsubishi Motors España | Mitsubishi Lancer Evo VI  | Dani Sordo           | Juan Antonio Castillo | 1, 3-8            |
| Citroën Sport            | Citroën Saxo S1600        | Dani Sordo           | Carlos Del Barrio     | 9                 |
| Citroën Sport            | Citroën Saxo S1600        | Xavi Pons            | Carlos Del Barrio     | 5                 |
| Citroën Sport            | Citroën Saxo S1600        | Dani Solá            | Alex Romaní           | 1                 |
| Fiat Auto España         | Fiat Punto S1600          | Sergio Vallejo       | Diego Vallejo         | 1-9               |
| Equipos privados         |                           |                      |                       |                   |
| Auto Laca Competición    | Citroën Saxo Kit Car      | Miguel Ángel Fuster  | José Vicente Medina   | 1-7               |
| Escudería Valle Aridane  | Mitsubishi Lancer Evo VI  | Santi Concepción     | Víctor Del Rosario    | 2-4               |
| Escudería Valle Aridane  | Mitsubishi Lancer Evo VI  | Santi Concepción     | César Cruz            | 5-8               |
| Escudería Valle Aridane  | Mitsubishi Lancer Evo VI  | Santi Concepción     | Carlos Larrodé        | 9                 |

## Resultados

### Campeonato de pilotos

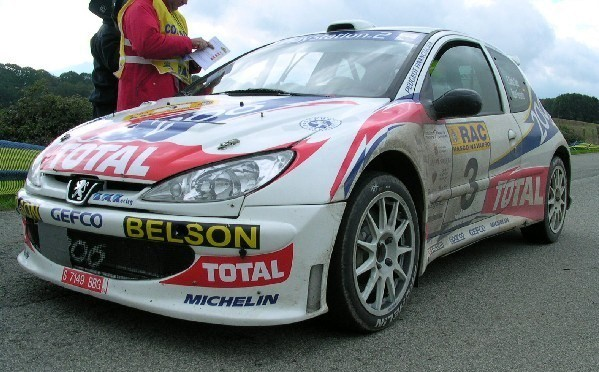
Enrique García Ojeda sumó dos victorias en 2003 y tres podios en la temporada, siendo cuarto del campeonato. En la imagen durante el Rally Vasco Navarro donde venció con el Peugeot 206 S1600.

| Pos. | Piloto               | MED | CNR | CAN | RBX | ORN | AVI | PRA | VCN | CDS | Puntos |
| ---- | -------------------- | --- | --- | --- | --- | --- | --- | --- | --- | --- | ------ |
| 1.   | Miguel Ángel Fuster  | 3   | 2   | 2   | 1   | 1   | 1   | 9   |     |     | 84     |
| 2.   | Sergio Vallejo       | 2   | 4   | 8   | 4   | 3   | 4   | 4   | 3   | 8   | 68     |
| 3.   | Joan Vinyes          | 5   | Ret | Ret | 3   | Ret | 3   | 2   | 2   | 1   | 65     |
| 4.   | Enrique García Ojeda | 4   | Ret | Ret | 9   | Ret | Ret | 1   | 1   | 2   | 52     |
| 5.   | Jesús Puras          | Ret | Ret | Ret | 2   | 2   | 2   | 6   |     | 11  | 41     |
| 6.   | Xevi Pons            | 8   |     | 7   | Ret | 6   | 6   | 22  | 4   | 4   | 33     |
| 7.   | Alberto Hevia        | 6   |     | 5   | Ret | 9   | Ret | 3   | Ret | 3   | 33     |
| 8.   | Manuel Cabo          |     | Ret | Ret | 5   | 4   | 5   | 5   | Ret |     | 31     |
| 9.   | Daniel Sordo         | 9   |     | 1   | 7   | Ret | Ret | 12  | Ret | 6   | 27     |
| 10.  | Santiago Concepción  |     | 7   | 4   | 10  |     | 9   | 10  | 5   | 10  | 25     |

### Campeonato de marcas
| Pos. | Nombre     | Puntos |
| ---- | ---------- | ------ |
| 1.   | Citroën    | 523    |
| 2.   | Peugeot    | 398    |
| 3.   | Renault    | 324    |
| 4.   | Mitsubishi | 292    |
| 5.   | Fiat       | 234    |
| 6.   | Suzuki     | 15     |
| 7.   | SEAT       | 11     |
| 8.   | Toyota     | 7      |

### Copa de copilotos
| Pos. | Nombre                 | Puntos |
| ---- | ---------------------- | ------ |
| 1.   | José Vicente Medina    | 84     |
| 2.   | Diego Vallejo          | 68     |
| 3.   | Xavier Lorza           | 65     |
| 4.   | Luisa Raquel Fernández | 52     |
| 5.   | Ezequiel Nazábal       | 41     |
| 6.   | Alberto Iglesias Pin   | 33     |
| 7.   | Eduardo González       | 31     |
| 8.   | Juan A. Castillo       | 21     |
| 9.   | Oirol Juliá            | 16     |
| 10.  | Alex Romaní            | 15     |

### Copa de Grupo N
| Pos. | Piloto                   | Puntos |
| ---- | ------------------------ | ------ |
| 1.   | Santiago Concepción      | 88     |
| 2.   | Xavier Pons              | 72     |
| 3.   | Javier Azcona            | 55     |
| 4.   | Daniel Sordo             | 54     |
| 5.   | José Piñón Quintana      | 46     |
| 6.   | Miguel Martínez-Conde    | 33     |
| 7.   | Carlos Padilla Macabeo   | 24     |
| 8.   | Antonio C. Garrido Fdez. | 20     |
| 9.   | Luis Climent             | 18     |
| 10.  | Pedro Burgo              | 15     |

### Copa de escuderías
| Pos. | Nombre                  | Puntos |
| ---- | ----------------------- | ------ |
| 1.   | AD Peñucas              | 121    |
| 2.   | ACPA                    | 98     |
| 3.   | Escudería Valle Aridane | 77     |
| 4.   | CD Jafsport             | 67     |
| 5.   | Escudería Ourense       | 46     |

### Trofeo júnior
| Pos. | Nombre               | Puntos |
| ---- | -------------------- | ------ |
| 1.   | Daniel Sordo         | 75     |
| 2.   | David Hernando       | 75     |
| 3.   | Óscar Garre          | 70     |
| 4.   | Xavier Lujua         | 23     |
| 5.   | Manuel Rueda Sánchez | 18     |

### Copa Nacional Renault rallyes
| Pos. | Piloto                | Puntos |
| ---- | --------------------- | ------ |
| 1.   | Javier Azcona         | 99     |
| 2.   | José Piñón            | 95     |
| 3.   | Miguel Martínez-Conde | 74     |
| 4.   | Carlos Padilla        | 61     |
| 5.   | Pedro Burgo           | 37     |
| 6.   | Jonas Ramírez         | 30     |
| 7.   | Alberto Meira         | 27     |
| 8.   | Ricardo Carrera       | 24     |
| 9.   | Jonathan Cabo         | 24     |
| 10.  | Luis Vilariño         | 19     |

### Desafío Peugeot
| Pos. | Piloto              | Puntos |
| ---- | ------------------- | ------ |
| 1.   | Jonathan De Miguel  | 103    |
| 2.   | Amador Vidal        | 94     |
| 3.   | Esteban Vallín      | 86     |
| 4.   | David Hernando      | 84     |
| 5.   | Raúl Montejano      | 83     |
| 6.   | David Colldecarrera | 68     |
| 7.   | Ángel Doménech      | 58     |
| 8.   | Alejandro Rincón    | 57     |
| 9.   | Javier Pernía       | 43     |
| 10.  | Óscar Garre         | 42     |

### Trofeo Citroën de rallyes
| Pos. | Piloto               | Puntos |
| ---- | -------------------- | ------ |
| 1.   | Fernando Medina      | 130    |
| 2.   | José Fernando Rico   | 113    |
| 3.   | Eduardo García Riera | 97     |
| 4.   | César González Raba  | 97     |
| 5.   | José María Leiceaga  | 93     |
| 6.   | Alfonso Loza         | 81     |
| 7.   | Jon Izaguirre        | 72     |
| 8.   | Vicente Cabanes      | 66     |
| 9.   | Carlos Márquez       | 59     |
| 10.  | Xabier Ezenarro      | 40     |

### II Súper Copa Fiat Punto rallyes
| Pos. | Piloto                 | Puntos |
| ---- | ---------------------- | ------ |
| 1.   | Aitor Zubillaga Latasa | 136    |
| 2.   | Josep Pérez Muntada    | 128    |
| 3.   | Isaac Fernández Pérez  | 101    |
| 4.   | Pablo Rey Vázquez      | 85     |
| 5.   | Fernando González Gil  | 81     |
| 6.   | José María Sanjosé     | 65     |
| 7.   | Ignacio Barredo Presa  | 62     |
| 8.   | Óscar Fuertes Aldaondo | 60     |
| 9.   | Santiago López Carmona | 48     |
| 10.  | José Jacinto Burgos    | 47     |